# لويد هيوز (سياسي)
لويد هيوز (بالإنجليزية: Lloyd Clarence Hughes)‏ هو كاتب ونقابي وسياسي أسترالي، ولد في 15 أكتوبر 1912 في أستراليا، وتوفي في 11 مايو 1994. حزبياً، نشط في حزب العمال الأسترالي (فرع جنوب أستراليا) ‏. وقد انتخب عضو مجلس النواب جنوب أستراليا من الجمعية عن دائرة Electoral district of Wallaroo ‏ وقد انضم خلال فترته النيابية (31 أغسطس 1957 – 29 مايو 1970)  للكتلة البرلمانية حزب العمال الأسترالي (فرع جنوب أستراليا) ‏.